# Vänersborg (comuna)
Vänersborg ou Venersburgo (em sueco: Vänersborgs kommun) é uma comuna sueca do condado da Västra Götaland. Sua capital é a cidade de Vänersborg. Possui 643 quilômetros quadrados e segundo censo de 2018, havia 39 411 pessoas.

## Localidades principais
As localidades mais importantes são:

- Vänersborg – 23 119 habitantes
- Vargön – 4 981 habitantes
- Brålanda - 1 521 habitantes

## Economia
A economia da comuna é fortemente caracterizada pelas indústrias metalo-mecânicas de alta tecnologia, pelas empresas de eletrónica e de computadores, assim como pelas instituições de educação e pelas empresas de serviços.

## Comunicações
A comuna de Vänersborg é atravessada pela estrada europeia E45 (Östersund-Gotemburgo) e pela estrada nacional 44 (Uddevalla-Götene. É um nó ferroviário com ligações a Gotemburgo, Borås, Uddevalla, Trollhättan, Herrljunga, Estocolmo, Oslo e Karlstad. Dispõe do aeroporto de Trollhättan-Vänersborg, a 5 km de Trollhättan e a 8 km de Vänersborg. É servida pelo porto de Vänersborg, no ponto de encontro do canal de Trollhättan e o lago Vänern.